# Dilun-Schule
Die Dilun-Schule (chinesisch Dilun zong 地论宗/地論宗 oder Dilun xuepai 地论学派) oder Dashabhumika-Schule (Sanskrit Daśabhūmikā) bzw. „Zehn Stufen-Schule“ - nach den zehn Stufen, die ein Bodhisattva bis zur Erlangung der Buddhaschaft durchlaufen muss - war eine der Dreizehn Schulen des chinesischen Buddhismus der Mahayana-Tradition von der Zeit der Nördlichen Wei-Dynastie bis zum Anfang der Tang-Dynastie. Sie wird zur Yogācāra (Yoga-Praxis) gezählt. Ihre Vertreter werden Zehn-Stufen-Meister genannt.
Die Schule machte sich das von Bodhiruci (gest. nach 537) übersetzte Daśabhūmikasūtra śāstra (chinesisch Shidi jing lun, Taisho 1522) zur Grundlage, eine von Vasubandhu (4. Jahrhundert) verfasste Abhandlung zum Dashabhumika-Sutra (Daśabhūmikasūtra; "Zehn-Stufen-Sutra"), wonach sie auch benannt ist. Es erfolgte eine Trennung in eine Südliche und eine Nördliche Dilun-Schule, wobei Bodhiruci die nördliche und Ratnamati die südliche vertrat.